# Скелетон на Зимским олимпијским играма 2014.
Такмичења у скелетону на Зимским олимпијским играма 2014. у Сочију одржават ће се између 13. и 15. фебруара 2014. на леденој стази Санки у близини Краснаје Пољане. Медаље ће се делити у две дисциплине, појединачни спуст за мушкарце и жене. Било је то шесто учешће скелетонаца на Зимским олимпијским играма.

## Сатница
Распоред одржавања такмичења у обе дисциплине:
| Датум       | Време | Дисциплина                                                  |
| ----------- | ----- | ----------------------------------------------------------- |
| 13. фебруар | 11:30 | Жене појединачно, прва и друга вожња                        |
| 14. фебруар | 16:30 | Мушкарци појединачно, прва и друга вожња                    |
| 14. фебруар | 16:30 | Жене појединачно, трећа и четврта вожња (додела медаља)     |
| 15. фебруар | 18:45 | Мушкарци појединачно, трећа и четврта вожња (додела медаља) |

Напомена: комплетна сатница је по локалном времену (УТЦ+4)

## Учесници и систем квалификација
На олимпијском турниру у скелетону учествује укупно 50 такмичара, 30 у мушкој и 20 у женској категорији. Систем квалификација проводио се на основу пласмана на ранг листама из сезоне 2013/14. Сваки потенцијални учесник у мушкој конкуренцији морао је бити пласиран међу првих 60 на светској ранг листи, односно код жена пласман међу првих 45. Услов је било и учешће на минимум 5 различитих трка на 3 различите стазе у текућој и прошлој сезони.

## Освајачи медаља
| Дисциплине                  |                                     | Резултат |                           | Резултат |                          | Резултат |
|                             |                                     |          |                           |          |                          |          |
| Мушкарци појединачно детаљи | Александар Третјаков · Русија       | 3:44,29  | Мартинс Дукурс · Летонија | 3:45,10  | Matthew Antoine · САД    | 3:47,26  |
|                             |                                     |          |                           |          |                          |          |
| Жене појединачно детаљи     | Лизи Јарнолд · Уједињено Краљевство | 3:52,89  | Ноел Пајкус Пејс · САД    | 3:53,86  | Јелена Никитина · Русија | 3:54,30  |
|                             |                                     |          |                           |          |                          |          |

## Биланс медаља
| Поз. | НОК              |   |   |   | Укупно |
|      |                  |   |   |   |        |
| 1.   | Русија           | 1 | 0 | 1 | 2      |
| 2.   | Велика Британија | 1 | 0 | 0 | 1      |
| 3.   | Сједињене Државе | 0 | 1 | 1 | 2      |
| 4.   | Летонија         | 0 | 1 | 0 | 1      |